# NGC 3781
NGC 3781 este o galaxie seyfert de tip 2⁠(d) situată în constelația Leul. A fost descoperită în 28 aprilie 1881 de către Édouard Stephan⁠(d). Se află la o distanță de 103,5 megaparseci de Pământ.